# Pettyes delfin
A pettyes delfin (Stenella attenuata) az emlősök (Mammalia) osztályának párosujjú patások (Artiodactyla) rendjébe, ezen belül a delfinfélék (Delphinidae) családjába tartozó faj.

## Előfordulása
A pettyes delfin a Csendes-óceán, az Atlanti-óceán és az Indiai-óceán trópusi és szubtrópusi vizeiben él. Bár a faj még mindig viszonylag nagy számban fordul elő, sok helyütt vadásszák húsáért, illetve sok delfin gabalyodik a tonhalhalászok hálójába.

## Alfajai
- Stenella attenuata attenuata
- Stenella attenuata graffmani

## Megjelenése
Az állat hossza 1,8-2,2 méter és testtömege 100-140 kilogramm. Testfelépítése karcsú és megnyúlt. A partközelben élő forma valamivel robusztusabb. Hátának palástja sötétszürke, hasa világosszürke. Gyakran sötét sáv húzódik a szemétől a mellúszójáig. Mintázata halvány háti és hasi pöttyökből áll. Elterjedési terület és életkor szerint előfordulhat, hogy egyáltalán nem vagy sűrűn pettyezett. Az állat növekedésével foltjai megtöbbszöröződhetnek. A parti vizekben élő delfinek erősebben pettyezettek. Gyakran található a szem körül sötét folt. Az arcorra csőrszerűen megnyúlt, és hegye gyakran fehér. A mellúszó sötétszürke, a hát- és farokúszóhoz hasonlóan nem pettyes.

## Életmódja
A pettyes delfin társas lény, különböző méretű iskolákban úsznak; gyakorta sárgaúszójú tonhalrajokkal (Thunnus albacares) együtt. Az állat akár a 32 km/h sebességet is eléri. Tápláléka halak és tintahalak. A pettyes delfin 15-25 évig él.

## Szaporodása
A hím 12, a nőstény körülbelül 9 évesen válik ivaréretté. A párzási időszak a különböző régiókban valószínűleg eltérő. A vemhességi idő 11-12 hónapig tart, ennek végén egy borjú jön a világra. A borjú 80 centiméter hosszú és nincs petty rajta. Az elválasztás 11 hónap után következik be. A nőstény kétévente egy borjat ellik.